# Las cribadoras de trigo
Las cribadoras de trigo (en francés, Les cribleuses de blé) es un cuadro del pintor francés Gustave Courbet. Está realizado al óleo sobre lienzo. Mide 131 cm de alto y 167 cm de ancho. Fue pintado en 1853, encontrándose actualmente en el Museo de Bellas Artes de Nantes, Francia.
Fue esta obra expuesta en el Salón de París del año 1855, luego en 1861 en la novena exposición de la Société des amis de l'art de Nantes, que a continuación compró la obra para el museo de Nantes.
Es un lienzo extraño dentro de la obra de Courbet, que produce una sensación artificiosa. La mujer que está sentada tiene los dedos artificialmente extendidos, mientras que la que criba el trigo está en una postura rígida y forzada. Los tres personajes están aislados, sin relacionarse entre sí.
Las dos jóvenes mujeres son sin duda las dos hermanas de Courbet: Zoé (que pasa el trigo por el cedazo) y Juliette (que está sentada). El muchacho joven podría ser Désiré Binet, el hijo ilegítimo del pintor.
Adopta Courbet un estilo influido por las estampas japonesas: el espacio claro, la monocromía en gris y ocre, el fondo vacío, las figuras que aparecen como recortadas con vestidos de colores fuertes rojos y azul verdoso, las formas redondas y ovales y la postura de la cribadora, que repite la de las actrices del teatro kabuki.